# ستيفن ألفرد فوربس
ستيفن ألفرد فوربس (بالإنجليزية: Stephen Alfred Forbes)‏ هو عالم حشرات أمريكي، ولد في 29 مايو 1844 في إلينوي في الولايات المتحدة، وتوفي في 13 مارس 1930 في أوربانا في الولايات المتحدة.